# Арцыбашев, Сергей Александрович
Сергей Александрович Арцыбашев (1887 год, Казань — 22 августа 1957 года, Москва) — советский физик, доктор наук, профессор. Организатор высшей школы в Восточной Сибири.
Родился в 1887 году в Казани. Среднее образование получил в 1-й Симбирской гимназии, которую закончил в 1905 году. Поступил в Казанский университет на физико-математический факультет, который закончил в 1911 году. После получения диплома остался работать в вузе.
С 1911 года начал преподавательскую деятельность преподавал физику и математику в средних школах Казани, немногим позже работал преподавателем в Учительском институте Казани.
С 1914 года начал преподавать в Казанском университет, читал курсы по вопросам физики.
С 1918 по 1919 год работал в Омском политехническом институте. В 1919 году возглавил кафедру физики на только что открытом физико-математическом факультете Иркутского университета, проработал на этой должности до 1930 года.
Занимался исследованиями радиоактивности водных источников и лечебных грязей Сибири, часто выезжал в командировки.
В 1930 году переехал в Ленинград, где занял должность руководителя кафедры физики во 2-м Ленинградском медицинском институте. Во время работы в вузе им был написан учебник по физике «Физика: учебник для студентов-медиков», который на протяжении двадцати лет станет базовым для всех студентов-медиков СССР.
В 1934 году был назначен заведующим кафедры физики 1-го Московского медицинского института, через некоторое время защищает докторскую диссертацию по теме «Проникновение ионов металлов в прозрачные щелочно-галоидные кристаллы». Работает заведующим кафедры на протяжении 20 лет до 1954 года.
Является автором более 30 научных работ, 7 статей по методике преподавания физики, а также ряда учебников для студентов, среди которых можно выделить учебник «Физика для студентов медиков» (выдержала 6 изданий и была переведена на многие языки).
Награжден орденом Трудового Красного Знамени (1947 год).
Скончался в 1957 году в Москве.

## Труды
- Измерение глубинных температур с помощью термостолбика и несколько наблюдений над зимними температурами Ангары // Метеорологический вестник. 1925. № 2.
- К теории электродинамики движущихся средин // Сб. трудов проф. и преподавателей ИГУ. Иркутск, 1923.
- Курс физики для втузов. М., 1945.
- Курс физики: Учебное пособие для педагогических институтов: В 2 ч. М.: Учпедгиз, 1955—1956.
- Физика: учебник для студентов-медиков. М.: Медгиз, 1955.
- Электрические колебания около идеально проводящего шара // Сб. трудов ИГУ. Иркутск, 1926.